# Musée de la ville de Saint-Quentin-en-Yvelines
Le Musée de la ville présente l'histoire du territoire de Saint-Quentin-en-Yvelines, agglomération composée de 12 communes, dont l'histoire est principalement marquée par son urbanisation effectuée dans le cadre de la création d'une ville nouvelle dans la seconde partie du XXe siècle. Musée de France, ses collections d'objets, mobiliers et vêtements  évoquent les modes de vie de la vie quotidienne. Les collections documentaires permettent de présenter l'histoire, l'urbanisme et l'architecture de Saint-Quentin-en-Yvelines. Le Musée de la ville est un établissement intercommunal installé sur la ville de Montigny-le-Bretonneux au sein du MUMED.

## Historique

### L’écomusée
À l’origine, le Musée de la Ville fut un écomusée, créé en 1977 sous forme associative à la suite, entre autres, de la visite de Bernard Hugo, maire de Trappes à l’écomusée du Creusot, un modèle dans les années 1970. Bernard Hugo, qui était également président de l’EPA (Établissement Public d’Aménagement) de Saint-Quentin-en-Yvelines, souhaita le même type de structure sur le territoire de Saint-Quentin-en-Yvelines, où se développait, depuis 1965 et sur décision de l’Etat, une ville nouvelle . Serge Goldberg, premier directeur de l'EPA, encourage Bernard Hugo dans cette décision qui répond aussi à sa mission de non seulement bâtir mais d'animer ce territoire en mutation par l'animation socioculturelle.
Dès sa création, l’écomusée a pour mission de sauvegarder l’histoire locale, la mémoire agricole et cheminote du territoire, voulant rendre compte, dans un réflexe historique, de cette aventure que constituait la construction d’une ville nouvelle.

### Le Musée de la ville

#### Depuis 2002
Lors de son déménagement en 2002, près du théâtre de Saint-Quentin-en-Yvelines, le musée prend le nom de "Musée de la ville". Le propos de l’établissement muséal s'est progressivement déplacé vers la question de la ville et du contemporain.Témoignant des mutations urbaines et sociétales survenues sur le territoire depuis les années 1970, il est devenu un lieu de mémoire lié à la construction de la ville nouvelle.
Travaillant aussi bien sur les modes de vie que sur l'architecture ou les œuvres d'artistes, il a pour but de sensibiliser la population à son patrimoine passé et présent et à son cadre de vie original. À la fois musée de territoire, de société, d'histoire, d'art urbain et de design, il devient un musée des temps contemporains.

#### Depuis 2017
Le Musée de la ville de Saint-Quentin-en-Yvelines concerne le territoire de la communauté d'agglomération de Saint-Quentin-en-Yvelines qui regroupent 12 communes depuis 2016 : Élancourt, Guyancourt, Magny-les-Hameaux, Montigny-le-Bretonneux, Trappes, La Verrière, Voisins-le-Bretonneux, Maurepas, Les Clayes-sous-Bois, Coignières, Plaisir,Villepreux. Le musée s’intéresse à l’histoire locale, aux modes de vie actuels, à l’urbanisme et à l’architecture. Le musée est situé quai François Truffaut à Montigny-le-Bretonneux et a rouvert ses portes en janvier 2017 au sein du Mumed avec une exposition renouvelée sur l'histoire du territoire. L'exposition Il était une fois Saint-Quentin-en-Yvelines présente de la Préhistoire jusqu'à aujourd'hui, à travers deux grandes parties, les moments clés de l'histoire commune des 12 communes de l'agglomération. En lien avec le Label Ville d'art et d'histoire, le patrimoine est mis à l'honneur tout au long du parcours agrémenté de manipulations à faire en famille et de découvertes à travers des bornes numériques.

## Le musée

### Collections[9]
Les objets sur le design et les modes de vie constituent la collection la plus importante. Lié aux récits de vies et à l'installation des jeunes familles sur le territoire, ce corpus exprime le renouvellement de la conception du mobilier qui ne se transmet plus de génération en génération, mais devient plus éphémère. Il traduit le besoin de place (mobilier empilable), de renouvellement (nomadisme), de modernité (matériaux inédits comme le plastique, couleurs vives, formes organiques).Il est emblématique de l'évolution des modes de vie avec des résonances locales et nationales. Ces collections pratiquement uniques en France font l'objet de nombreuses demandes de prêts : par exemple, le Fauteuil-œuf de Peter Ghyczy, la chaise Cantilever de Verner Panton…), des pièces usuelles (bacs à glaçons, yaourtières, mobilier Prisunic…).
La collection d'objets ruraux provenant de fermes qui se trouvaient sur le territoire avant l'urbanisation est d'autant plus précieuse qu'elle est rare : des outils et matériaux agricoles constituent le témoignage d'une vie rurale avant l'arrivée de la ville nouvelle dans les années 1970.
Les objets liés au chemin de fer apportent un témoignage sur l'histoire de Trappes, principale commune urbanisée avant la ville nouvelle, avec la grande gare de triage créée en 1911, et qui a connu une activité cheminote intense.
Les cartes postales, essentiellement anciennes, constituent des témoignages précieux du territoire au début du XXe siècle.Un fonds iconographique important constitué d'images fixes et animées portent surtout sur l'aménagement de la Ville Nouvelle. Des films, des images, des tracts, des affiches rendent compte des spectacles, improvisations, théâtre de rue, théâtre d’appartement… toutes les formes de pratiques culturelles qui, à l’instigation de l’Etat, ont été développées en même temps que les réseaux associatifs pour permettre de structurer la vie sociale d’une ville en train de naître.
Une autre source pour illustrer l’aventure urbaine du territoire de Saint-Quentin-en-Yvelines est  la collection de plaquettes de promoteurs collectées au fil du temps par le musée afin de témoigner des différentes opérations immobilières réalisées depuis les années 1970.
Les maquettes d'architectes (essentiellement des équipements publics, réalisés ou non) gardent les traces de la genèse de la ville et ses évolutions. Les premières maquettes de la ville nouvelle sont conservées aux Archives départementales des Yvelines.
Des dessins, peintures, croquis et maquettes d'artistes font partie de l'étude préalable à la réalisation des œuvres d'art public présentes sur le territoire. Ils documentent et illustrent 80 œuvres d'art public in situ qui constituent un musée de sculptures à ciel ouvert .
Enfin, le centre de ressources documentaires du Musée de la ville offre à la curiosité des chercheurs des informations complémentaires. Il est constitué d'une bibliothèque spécialisée, de dossiers documentaires, de catalogues de fournisseurs, de travaux de recherche, de périodiques spécialisés et de presse locale.

### Expositions
Les expositions ont longtemps répondu à trois problématiques au cœur des réflexions du musée : les évolutions du territoire, la place de l'homme dans la ville et dans son environnement, les projets qui inventent la ville de demain.Visions décalées, points de vue artistiques et parfois loufoques faisaient partie intégrante du parcours, sans oublier la dimension prospective qui permettait de se tourner vers l'avenir.
Les dernières expositions temporaires du musée s'attachent plus particulièrement à décrire les grands phénomènes de société qui modifient les modes de vie et plus particulièrement ceux de la seconde moitié du XXe siècle.
Leur propos s'appuie sur les collections du musée, en particulier sur les œuvres design, les objets du quotidien et les documents liés aux modes de vie.
Les expositions s'adressent à tous les publics. Elles mettent l'accent sur l'affectif, le vécu, le ludique et font du visiteur un acteur : elles l'interrogent et l'impliquent.
Liste des expositions du Musée de la ville : 
- 2002-2003 :  Plein feux sur vos cuisines
- 2003-2004 : L'Enfant dans la ville
- 2004-2005 :  Parcs et jardins
- 2005-2007 : Bons baisers de Saint-Quentin
- 2007 :  Eau fil du temps
- 2007-2008 :Photos de famille, toute une histoire
- 2008-2009 : Vous avez de beaux restes : objets et modes de vie du XXe siècle
- 2009-2010 : L'Art public à Saint-Quentin-en-Yvelines, des œuvres qui ne manquent pas d'air
- 2010-2011 : Le développement durable... et vous ?
- 2011-2012 : Drôles d'anges
- 2012 : Architecture et photographie, regards croisés
- 2012-2013 : Rêvons la ville
- 2013-2014 :  Plastique ! Plastoc ?
- 2014 : Street culture SQY
- 2014 : Gérard Mannoni, sculpteur d'espace
- 2015 : Tous dans le bain !
- 2017 : Vintage, regard dans le rétro
- 2017-2018 : Générations écrans
- 2018 : Une expo nommée design
- 2018-2019 : Sport ! Dans la vie comme à la ville
- 2019 : Objets de notre temps
- 2019 : Circuler, une histoire des transports à Saint-Quentin-en-Yvelines
- 2020 : Le siège se révolte
- 2021 : La ville à habiter. Le logement à Saint-Quentin-en-Yvelines, 1950-2000.
- 2021 : Viens jouer dehors ! 1968-1978 la nouvelle ère des jeux.
- 2022 : Orange, la couleur des années Pop !
- 2022 : Prisunic, le design pour tous ! (en collaboration avec le Musée des Arts décoratifs de Paris)
- 2023 : Space Age, quand la conquête spatiale inspire le design.

### Action culturelle
Depuis sa création en tant qu'écomusée, le musée inscrit sa démarche dans la participation et l'échange, l'observation et l'expérimentation. Les grandes thématiques étudiées par le musée sont abordées par le biais de visites et d'ateliers pédagogiques, qui permettent de découvrir le territoire, les expositions temporaires et la partie permanente du musée, centre d'interprétation de l'architecture et du patrimoine.

## Ville d'art et d'histoire
Depuis juin 2006, à l'initiative du musée, l'agglomération de Saint-Quentin-en-Yvelines a reçu le label ville d'art et d'histoire. Saint-Quentin-en-Yvelines est la première ville nouvelle et la première ville essentiellement construite dans la seconde moitié du XXe siècle à recevoir le label ville d'art et d'histoire. C'est dans ce cadre que sont proposées des visites du patrimoine et organisées les journées européennes du patrimoine.

## Pour approfondir